# Britanska monarhija
Britanska monarhija odnosi se na ustavnu monarhiju Ujedinjenog Kraljevstva i njegovih prekomorskih posjeda. Trenutačni monarh je kralj Karlo III., koji je stupio na prijestolje nakon smrti svoje majke, kraljice Elizabete II., 8. rujna 2022. godine.
Monarh i njegova bliska obitelj obavljaju različite službene, ceremonijalne i diplomatske dužnosti. Kako je britanska monarhija ustavna, monarh je neutralan u odnosu na politiku. Među dužnostima monarha je dodjeljivanje odličja i imenovanje predsjednika Vlade, a također obavlja i dužnost vrhovnog zapovjednika britanskih oružanih snaga. Premda teoretski britanski monarh, putem kraljevskog prerogativa, i dalje posjeduje vrhovnu izvršnu vlast, on tu vlast vrši samo u skladu sa zakonima usvojenim u parlamentu i uz ograničenja koja nameću ustavne konvencije i presedani. Osobne pričuvne ovlasti monarha obično se mogu rabiti samo u slučaju ozbiljne izvanredne situacije ili ustavne krize.
Britanska monarhija vuče podrijetlo iz malih kraljevstava koja su se u ranom srednjem vijeku razvila u Škotskoj i anglosaksonskoj Engleskoj, koja su se do 10. stoljeća ujedinila u jedno englesko i jedno škotsko kraljevstvo. Godine 1066. posljednji okrunjeni anglosaksonski monarh, Harold II., poražen je i ubijen u Bici kod Hastingsa tijekom normanskog osvajanja Engleske, nakon čega je engleska monarhija prešla u ruke pobjedničkog vođe Normana, Vilima Osvajača i njegovih nasljednika.
U 13. stoljeću Wales je kao kneževina postao klijentska država engleskog kraljevstva, dok je Magna Carta započela proces smanjivanja političkih moći engleskog vladara.
Od 1603., kad je škotski kralj James VI. naslijedio englesko prijestolje kao James I., engleskim i škotskim kraljevstvom vladao je isti monarh. Od 1649. do 1660. tradiciju monarhijskog poretka prekinuo je republikanski Engleski Commonwealth, ustanovljen nakon tzv. rata triju kraljevina. Zakon o naslijeđu 1701., koji je i danas na snazi, uskratio je rimokatolicima i onima koji s njima stupe u brak pravo naslijediti englesko prijestolje. Godine 1707., usvajanjem Zakona o uniji, englesko i škotsko kraljevstvo ujedinili su se u Kraljevstvo Velike Britanije, kojem se 1801. priključilo Irsko Kraljevstvo, čime je stvoreno Ujedinjeno Kraljevstvo Velike Britanije i Irske. Britanski je monarh postao šef države golemog Britanskog Carstva, koje je na svom vrhuncu 1921. obuhvaćalo četvrtinu planeta Zemlje.
Tijekom 1920-ih godina pet šestina ozemlja Irske odvojilo se od Ujedinjenog Kraljevstva i postalo posebna Irska Slobodna Država, a Balfurova deklaracija 1926. priznala je evoluciju dominiona Britanskog Carstva u zasebne, samoupravne države u okviru Commonwealtha. Nakon Drugog svjetskog rata najveći broj britanskih kolonija i teritorija stekao je neovisnost, čime je nestalo i Britanskog Carstva. Đuro VI. i njegova nasljednica, Elizabeta II., ponijeli su naslov poglavara Commonwealtha, što je simbol slobodnog udruživanja njegovih članica kao neovisnih država.
Ujedinjeno Kraljevstvo Velike Britanije i Sjeverne Irske i petnaest drugih komonveltskih kraljevstava priznaju istu osobu za svog šefa države. Premda se termini "britanska monarhija" i "britanski monarh" i danas često koriste da bi se označili različiti položaji ove osobe i institucije koju ona predstavlja, ipak je svaka od tih šesnaest država neovisna i samostalna u odnosu na ostale, a monarh u svakoj od njih nosi poseban naslov i ima posebna zaduženja.

## Ustavni položaj
U nepisanom britanskom ustavu monarh (ili suveren), koji nosi naslov "Njeno veličanstvo", odnosno "Njegovo veličanstvo", zauzima položaj šefa države. Zakletve vjernosti polažu se Kraljici i njenim zakonitim nasljednicima. Bože čuvaj Kraljicu (ili Bože čuvaj Kralja) britanska je državna himna, a lik monarha pojavljuje se i na poštanskim markama i novcu.
Monarh rijetko izravno sudjeluje u državnoj upravi. Odluka o uporabi kraljevskih prerogativa delegirana je, bilo zakonskim aktima bilo konvencijom, s monarha na ministre i druga državna tijela javne uprave. U tom smislu postupci države, kao što su imenovanja na položaje u službi Krune, čak i kad ih izvodi sam monarh, kao npr. u slučaju Kraljičinog govora tijekom otvaranja parlamenta, zapravo ovise o odlukama koje su donijete na drugim mjestima:
- Zakonodavnu vlast u teoriji vrši "Kraljica u parlamentu", odnosno monarh proglašava zakone usvojene u parlamentu, sastavljenom od Doma lordova i Doma građana.
- Izvršnu vlast posjeduje Vlada Njenog veličanstva, koja se sastoji od ministara, prvenstveno predsjednika Vlade i kabineta, koji tehnički predstavlja samo odbor Kraljičinog Privatnog vijeća. Vlada upravlja oružanim snagama, državnom upravom i drugim javnim tijelima, kao što su diplomatska i obavještajna služba (Kraljica neka obavještajna izvješća iz inozemstva prima prije nego što ih dobije predsjednik Vlade[5]).
- Sudsku vlast vrši pravosuđe, koje je ustavno i zakonski[6] neovisno o vladi.
- Engleska crkva, na čijem se čelu nalazi monarh, ima vlastita zakonodavna, sudska i izvršna tijela.
- Ovlast koje ne ovise o vladi zakonski se prenose na druga javna tijela zakonskim ili podzakonskim aktima, kao što su uredbe donijete u Privatnom vijeću (Order in Council), kraljevske komisije i slično.

Walter Bagehot, teoretičar britanskog ustava, nazvao je 1867. monarhiju "dostojanstvenim dijelom" državne uprave, za razliku od vlade kao njenog "djelatnog djela".

### Postavljanje predsjednika Vlade
Uvijek kad je to potrebno, monarh je odgovoran za postavljanje novog predsjednika Vlade, koji po konvenciji postavlja sve druge ministre i može ih smijeniti, pa tako ima moć sastavljati i nadzirati vladu. U skladu s nepisanim ustavnim konvencijama, monarh mora za predsjednika Vlade postaviti onu osobu koja uživa povjerenje Doma komuna, a to je obično vođa stranke ili koalicije koja raspolaže većinom glasova u tom Domu. Predsjednik Vlade preuzima dužnost kad posjeti monarha u privatnoj audijenciji i nakon ceremonije "ljubljenja ruku" to postavljenje stupa na snagu bez bilo kakve druge formalnosti ili isprave.
U slučaju blokiranog parlamenta, kad niti jedna stranka ili koalicija ne raspolaže većinom, monarh ima širi opseg mogućnosti pri izboru osobe za koju vjeruje kako će osigurati najširu podršku u parlamentu, premda bi se i tu najčešće radilo o vođi stranke s najviše zastupnika. Od 1945. izbori su samo dva puta ishodovali blokiranim parlamentom. Prvi put je to bilo nakon općih izbora u veljači 1974., kad je Harold Wilson postavljen za premijera nakon što je Edward Heath podnio ostavku jer nije uspio formirati koaliciju. Premda Wilsonovi laburisti nisu imali većinu, bili su pojedinačno najveća stranka u parlamentu. Drugi put je do blokiranog parlamenta došlo nakon općih izbora u svibnju 2010., nakon kojih su se konzervativci (kao najveća stranka u parlamentu) i liberalni demokrati (koja je po broju zastupnika bila treća) dogovorili o koalicijskoj vladi, prvoj u Velikoj Britaniji nakon Drugog svjetskog rata.
Monarh teoretski može samoinicijativno smijeniti predsjednika Vlade, ali u današnje se vrijeme premijerov mandat završava samo ako premijer bude poražen na izborima, ako podnese ostavku ili ako umre na dužnosti. Vilim IV. bio je posljednji monarh koji je smijenio premijera, kad je 1834. s te dužnosti uklonio lorda Melbournea.

### Raspuštanje parlamenta
Godine 1950. osobni tajnik kralja Đure VI. objavio je pod pseudonimom u Timesu jedno pismo, kojim je definisana ustavna konvencija, poznata kao Lascellesova načela: ako manjinska vlada zatraži raspuštanje parlamenta i raspisivanje izvanrednih izbora da bi osnažila vlastiti položaj, monarh takav zahtjev može odbiti. Kad je predsjednik Vlade Harold Wilson krajem 1974. zatražio raspuštanje parlamenta, Kraljica se s tim zahtjevom složila, jer su Heathova nastojanja formirati koalicijsku vladu već ranije doživjela neuspjeh. Na izvanrednim parlamentarnim izborima u listopadu 1974. Wilson je uspio osvojiti malu, ali ipak apsolutnu većinu u parlamentu. Zakon o trajanju saziva parlamenta 2011. ukinuo je monarhu ovlast raspustiti parlament.

### Kraljevski prerogativ
Neke od izvršnih ovlasti vlade formalno pripadaju monarhu i zajedno su poznate kao kraljevski prerogativ. Monarh djeluje u skladu s ograničenjima koja nameću konvencije i presedani, te svoje prerogative koristi samo na preporuku ministara, koji za svoj rad odgovaraju parlamentu, prvenstveno na preporuku premijera i Privatnog vijeća. Monarh jednom tjedno prima predsjednika Vlade u audijenciju; kako bi se očuvala apsolutna povjerljivost, tom susretu ne prisustvuje nitko drugi i ne postoje zapisnici ili bilješke s tih sastanaka. Monarh može premijeru iznijeti svoje vlastite poglede i mišljenja, ali kao vladar u ustavnoj monarhiji naposljetku mora prihvatiti odluke premijera i njegovog kabineta, pod uvjetom da on uživa podršku Doma komuna. Prema Bagehotovim riječima, "suveren, u ustavnoj monarhiji, ima tri prava ― pravo da bude konzultiran, pravo ohrabriti i pravo upozoriti".
Premda kraljevski prerogativ obuhvaća širok spektar ovlasti, koje se mogu rabiti bez odobrenja parlamenta, on je ipak ograničen. Mnoge ovlasti prestale su se koristiti, a druge su za stalno prenijete na parlament. Na primjer, monarh ne može nametnuti ili uvesti nove poreze, kao nekada, jer je sada za to potrebna parlamentarna zakonska regulativa. Prema jednom parlamentarnom izvješću, "Kruna ne može uvoditi nove prerogativne ovlasti", a parlament može oboriti svaku postojeću prerogativnu ovlast usvajanjem odgovarajuće zakonske regulative.
Kraljevski prerogativ uključuje ovlast monarha postavljati i smjenjivati ministre, upravljati državnom upravom, izdavati putovnice, objavljivati rat, sklapati mir, zapovijedati oružanim snagama, dogovarati i sklapati međudržavne ugovore, saveze i sporazume. Međutim, takvim sporazumom ne može se mijenjati unutarnje zakonodavstvo Ujedinjenog Kraljevstva, za što je potrebno da parlament usvoji odgovarajući zakon. Monarh je vrhovni zapovjednik oružanih snaga (u koje spadaju Kraljevska mornarica, Britanska vojska i Kraljevsko ratno zrakoplovstvo), on izdaje akreditive britanskim visokim komesarima i veleposlanicima te prima diplomate iz drugih država.
U monarhov prerogativ spada i ovlast sazivati i prorogirati parlament. Svake godine monarh formalno saziva parlament na novo zasjedanje, a zatim prilikom otvaranja parlamenta u dvorani Doma lordova čita govor, u kojem u glavnim crtama iznosi zakonodavni program vlade. Do prorogacije (tj. suspenzije zasjedanja parlamenta) dolazi obično otprilike godinu dana nakon početka zasjedanja i njome se to zasjedanje formalno završava. Raspuštanjem parlamenta završava se mandat tog saziva, nakon čega slijede opći izbori za sve zastupnike u Domu komuna. Prema Zakonu o trajanju saziva parlamenta 2011., opći parlamentarni izbori po pravilu se održavaju pet godina nakon prethodnih, ali se mogu održati i ranije ako predsjednik Vlade izgubi povjerenje Doma komuna ili ako dvije trećine zastupnika u tom Domu glasuje za održavanje izvanrednih izbora.
Prijedlog zakona usvojen u oba doma parlamenta mora dobiti kraljevski pristanak, tj. suglasnost monarha, da bi mogao postati zakon i dio pravnog sustava. U teoriji, monarh i danas može uskratiti svoju suglasnost, tj. staviti veto na neki prijedlog zakona, no to je posljednji put učinila kraljica Ana 1707. godine.
Monarh ima određene dužnosti i prema devolviranim vladama u Škotskoj, Walesu i Sjevernoj Irskoj. Monarh postavlja škotskog prvog ministra na prijedlog Škotskog parlamenta, odnosno velškog prvog ministra na prijedlog Velške narodne skupštine. U pitanjima koja su delegirana škotskoj upravi monarh djeluje na prijedlog škotske vlade. S druge strane, kako je devolucija u Walesu manjeg opsega nego ona u Škotskoj, u pitanjima koja se tiču Walesa monarh djeluje na prijedlog britanskog premijera i kabineta. Monarh ima pravo veta na svaki prijedlog zakona usvojen u Narodnoj skupštini Sjeverne Irske koji državni tajnik za Sjevernu Irsku smatra neustavnim.
Monarh se smatra "izvorom pravde" (fount of justice); premda monarh izravno ne sudjeluje u radu sudova, pravosuđe djeluje u ime monarha. Na primjer, tužbe se podižu u ime monarha, a sudovi svoju vlast zasnivaju na Kruni. Prema običajnom pravu, monarh "ne može griješiti" (can do no wrong), što znači da uživa imunitet od kaznenog progona. Zakon o postupcima protiv Krune iz 1947. dopustio je prvi put mogućnost pokretati parnice protiv Krune kao javnog entiteta (tj. parnice protiv vlade i njenih agencija), ali protiv monarha osobno parnica se ne može povesti. Monarh može rabiti kraljevski prerogativ milosti da osuđene osobe pomiluje, oslobodi izdržavanja kazne ili umanji njihovu kaznu.
Monarh predstavlja "izvor počasti" (fount of honour), jer je Kruna formalno ustanovila sve časti i odličja u Ujedinjenom Kraljevstvu. Kruna stvara sve plemićke naslove, imenuje članove viteških redova, dodjeljuje viteški status i daje druga odličja. Premda se plemićki naslovi i većina drugih odličja danas dodjeljuju na prijedlog predsjednika Vlade, one najprestižnije naslove i odličja dodjeljuje sam monarh na vlastitu inicijativu. Naime, monarh odlučuje o imenovanju članova u Red podvezice, Red čkalja, Kraljevski viktorijanski red i Red zasluge.

## Povijest

### Engleska monarhija
Nakon vikinških upada i osnivanja prvih naselja u 9. stoljeću anglosaksonsko kraljevstvo Wessexa pojavilo se kao najsnažnije englesko kraljevstvo. Alfred Veliki zaštitio je Wessex, ostvario nadmoć nad Mercijom na zapadu i sebe nazvao "kraljem Engleza" (King of the English). Njegov unuk Athelstan bio je prvi kralj koji je vladao ujedinjenim kraljevstvom, koje se otprilike prostiralo ozemljem današnje Engleske, premda su njegovi sastavni dijelovi zadržali jake regionalne identitete. U 11. stoljeću Engleska se stabilizirala, i pored niza ratova s Dancima, koji su ishodovali time da je tijekom jednog naraštaja Engleskom vladala danska kraljevska kuća. Vilim, vojvoda od Normandije zauzeo je Englesku 1066. godine i to se osvajanje pokazalo ključnim u smislu političkih i društvenih promjena. Novi vladar nastavio je s centralizacijom vlasti započetom u anglosakonskom razdoblju, a usporedno s tim nastavljen je i proces razvitka feudalnog sustava.
Vilima I. naslijedila su njegova dva sina: prvo Vilim II., a zatim Henrik I. Henrik je donio kontroverznu odluku svoju kćer Matildu (svoje jedino dijete koje je ostalo na životu) imenuje nasljednicom prijestola. Nakon Henrikove smrti 1135. jedan od unuka Vilima I., Stjepan, istaknuo je svoje pravo na prijestolje i uz pomoć većine baruna preuzeo vlast. Međutim, Matilda mu se suprotstavila, čime je Engleska ušla u razdoblje nereda poznato kao "Anarhija" (1135. – 1153.). Stjepan se uspio održati na vlasti, ali je pristao na kompromis, po kojem će ga nakon smrti na prijestolju naslijediti Matildin sin Henrik. Godine 1154. on je stupio na prijestolje kao Henrik II. i postao prvi vladar iz dinastije Plantageneta.
Vladavinu većine monarha iz dinastije Plantageneta obilježili su građanski neredi i sukobi između vladara i plemstva. Henrik II. suočio se s pobunama vlastitih sinova, budućih kraljeva Rikarda I. i Ivana. Ipak, Henrik je uspio proširiti svoje kraljevstvo. Nakon njegove smrti na prijestolje je kao stariji Henrikov sin stupio Rikard, no on je većinu svoje vladavine proveo van Engleske, uglavnom se boreći u Trećem križarskom ratu. Poginuo je tijekom opsade jednog utvrđenja u Normandiji, u nastojanju ovu oblast odvojiti od Francuske i ponovno je staviti pod vlast engleske krune. Na prijestolu ga je naslijedio Ivan.
Ivanovu vladavinu obilježio je sukob s barunima, osobito u vezi s ograničavanjem kraljeve moći. Godine 1215. baruni su primorali kralja potpisati Veliku povelju sloboda (Magna carta libertatum), kojim su zajamčena prava i povlastice engleskog plemstva. Uskoro potom novi su sukobi gurnuli Englesku u građanski rat, poznat kao Prvi barunski rat. Taj je rat naglo okončan kad je 1216. Ivan umro i prijestolje ostavio svom devetogodišnjem sinu Henriku III. Tijekom Henrikove vladavine kasnije je Simon de Montfort poveo novu pobunu baruna i tako započeo Drugi barunski rat. Taj se rat završio neupitnom pobjedom rojalističke strane i smrću mnogih pobunjenika, ali tek nakon što je kralj pristao sazvati parlament 1265. godine.
Idući vladar, Eduard I. ("Eduard Dugonogi"), bio je daleko uspješniji u održavanju kraljevske vlasti, a zaslužan je i za osvajanje Walesa. Pokušao je uspostaviti i englesku vlast nad Škotskom, ali su njegovi uspjesi u Škotskoj poništeni tijekom vladavine njegova nasljednika, Eduarda II., koji se morao suočiti i s pobunom plemstva. Eduard II. je bio primoran potpisati tzv. uredbe iz 1311., kojim je mnoge svoje ovlasti prenio na jedan odbor barunskih zapovjednika (ordainers), supotpisnika tih uredbi; međutim, vojne pobjede koje je postigao pomogle su mu 1322. vratiti nadzor nad državom. Ipak, 1327. Eduard je svrgnut s vlasti, nakon čega ga je njegova žena Izabela dala ubiti. Njegov četrnaestogodišnji sin stupio je na prijestolje kao Eduard III. Eduard III. istaknuo je svoje pravo na francusko prijestolje, čime je započeo Stogodišnji rat između Francuske i Engleske.
Njegovi pohodi ishodovali su osvajanjem velikih dijelova Francuske, ali 1373. izgubljene su sve zauzete oblasti. Eduardovu vladavinu obilježio je i daljnji razvoj parlamenta, koji je u tom razdoblju podijeljen na dva Doma. Eduard je umro 1377., a vlast je prešla na njegovog desetogodišnjeg unuka Rikarda II. Rikard II. je, kao i mnogi njegovi prethodnici, došao u sukob s plemstvom zbog nastojanja usredotočiti vlast u svojim rukama. Godine 1399., dok se nalazio na jednom vojnom pohodu u Irskoj, vlast je prigrabio njegov rođak Henry Bolingbroke. Rikard je svrgnut, utamničen i naposljetku ubijen, vjerojatno izgladnjivanjem, a Henrik je stupio na prijestolje kao Henrik IV.
Henrik IV. je bio unuk Eduarda III. i sin Johna od Genta, vojvode od Lancastera; stoga je njegova kraljevska kuća poznata kao dinastija Lancaster. Tijekom većeg dijela vladavine Henrik IV. morao je suzbijati urote i gušiti zavjere, a njegov uspjeh u tome bar djelomično treba pripisati i vojnom umijeću njegova sina, budućeg kralja Henrika V. Vladavina Henrika V., koji je na prijestolje stupio 1413., većinom je bila bez unutarnjih sukoba, što je kralju ostavilo dovoljno vremena i energije za nastavak Stogodišnjeg rata u Francuskoj. Henrik V. je u tom sukobu odnio važne pobjede, ali je iznenada umro 1422., a na prijestolje je došao njegov maloljetni sin Henrik VI., što je Francuzima dalo priliku zbaciti englesku vlast.
Nepopularnost savjetnika kojima se Henrik VI. okružio, kao i njegove ratoborne supruge, Margarete Anžujske, pa i njegova vlastita nesposobnost, dovela je do slabljenja lancasterske kraljevske kuće. Svoje pretenzije na prijestolje istaknula je kuća York, nazvana tako jer se na njenom čelu nalazio Richard, vojvoda od Yorka, koji je bio jedan od potomaka Eduarda III. Premda je sam Richard poginuo u borbi 1460., njegov sin Eduard IV. naposljetku je kuću York doveo do pobjede 1461. godine. Ipak, rat ruža nastavio se, uz prekide, tijekom cijele njegove vladavine i tijekom vladavine njegova sina, Eduarda V., a zatim i brata, Rikarda III. Eduard V. i njegov mlađi brat su nestali, a vjerojatno su bili ubijeni po naređenju svog ujaka Richarda. Sukob dviju kuća najzad je kulminirao 1485. pobjedom Henrija Tudora iz kuće Lancaster i pogibijom Rikarda III. u Bici na Bosworthskom polju.
Kad je Henry Tudor stupio na prijestolje kao Henrik VII., neutralizirao je preostale jorkističke snage, između ostalog i tako što se oženio Elizabetom od Yorka, prvom u jorkističkoj crti nasljeđivanja. Zahvaljujući svojoj vještini i sposobnosti, Henrik je povratio vrhovnu vlast u zemlji i tako okončao sukobe s plemstvom, s kojim su se raniji vladari morali nositi. Vladavina drugog tudorskog monarha, Henrika VIII., donijela je velike političke promjene. Vjerski sukobi s rimskim papom završili su se tako što je Henrik svoje kraljevstvo izdvojio iz Rimokatoličke crkve i uspostavio zasebnu Crkvu Engleske, odnosno Anglikansku crkvu.
Wales, koji je osvojen još prije nekoliko stoljeća, ali je ostao zasebna domena, pripojen je Engleskoj nizom Zakona o zakonodavstvu u Walesu, usvojenim u engleskom parlamentu 1535. i 1542. Nasljednik i sin Henrika VIII., mladi Eduard VI., nastavio je očeve reforme u vjerskoj sferi, ali njegova prerana smrt 1553. dovela je do sukoba oko nasljeđivanja prijestola. Eduard VI. bio je nepovjerljiv prema mogućnosti da ga na vlasti zamijeni starija polusestra Marija, pa je u svojoj oporuci za nasljednicu imenovao lady Jane Grey. Međutim, Jane se na prijestolju održala samo devet dana, jer ju je, uz golemu podršku naroda, svrgla Marija, koja se zatim proglasila zakonitom vladaricom. Marija I. udala se za Filipa, španjolskog kralja, koji je proglašen kraljem i suvladarom, koji je vodio katastrofalne ratove u Francuskoj i koji je Englesku pokušao vratiti pod okrilje Rimokatoličke crkve, te je u tom nastojanju, između ostalog, dao spaljivati protestante na lomači kao heretike. Kad je Marija umrla 1558., njih dvoje naslijedila je njena polusestra, protestantica Elizabeta I. Engleska se vratila protestantskoj vjeri i počela izrastati u veliku svjetsku silu, zahvaljujući izgradnji mornarice i istraživanju Novog svijeta.

### Škotska monarhija
U Škotskoj su, kao i u Engleskoj, prva lokalna kraljevstva nastala kad se Rimsko Carstvo povuklo iz Britanije početkom 5. stoljeća pr. n. e. U to su doba u Škotskoj su živjele tri skupine ljudi. Pikti na sjeveroistoku, Briti na jugu, gdje je se nalazilo i Kraljevstvo Strathclyde, te Geli ili Skoti (po kojima će kasnije Škotska i dobiti ime), koji su živjeli u maloj irskoj kraljevini Dalrijadi na zapadu. Kenneth MacAlpin (810. – 850.) tradicionalno se smatra prvim kraljem ujedinjene Škotske, koja se u djelima na latinskom navodi kao Scotia, a koju su sami Škoti nazivali Albom. Tijekom narednih stoljeća škotski su se domeni dalje širili na račun drugih oblasti, pa je tako apsorbiran i Strathclyde.
U najstarije doba u Škotskoj nije postojalo načelo automatskog nasljeđivanja kraljevske vlasti; umjesto toga, primjenjivao se običaj tanistrije, u okviru koje je kruna naizmjenično prelazila na različite grane kuće Alpin. Međutim, to je dovodilo do često nasilnih sukoba između različitih dinastijskih grana. Od 942. do 1005. sedam je kraljeva uzastopce ubijeno ili je palo u borbi. Godine 1005. na prijestolje je stupio Malcolm II., nakon što je pogubio mnoge od svojih suparnika. On je nastavio surovi obračun sa svakom oporbom, a kad je 1034. umro, umjesto da ga naslijedi jedan od rođaka, kako je dotad bilo uobičajeno, naslijedio ga je njegov unuk, Duncan I. Duncana je 1040. u bici porazio Macbeth, koji je onda preuzeo vlast, a njega samoga je 1057. u borbi ubio Duncanov sin Malcolm. Sljedeće godine, nakon što je pogubio Macbethovog posinka Lulacha, Malcolm je stupio na škotsko prijestolje kao Malcolm III.
Uslijedio je niz novih sukoba i svrgavanja, tijekom kojih su se na prijestolju smijenila petorica Malcolmovih sinova i jedan od njegove braće. Naposljetku, kraljevska je vlast pripala njegovom najmlađem sinu, Davidu. Davida su naslijedili njegovi unuci, prvo Malcolm IV., a zatim William Lav, koji je bio i kralj s najduljom vladavinom u Škotskoj prije sjedinjenja dviju kruna. William je sudjelovao u jednoj pobuni protiv engleskog kralja Henrika II., ali kad je pobuna ugušena, pao je u zatočeništvo u Engleskoj. U zamjenu za slobodu, William je Henrika priznao za svog feudalnog gospodara. Engleski kralj Rikard I. složio se 1189. prekinuti taj sporazum, u zamjenu za veliki iznos novca, koji mu je bio potreban za križarske ratove. William je umro 1214., a naslijedio ga je njegov sin Aleksandar II. Aleksandar II., kao i njehov nasljednik Aleksandar III., pokušao je zauzeti Zapadne otoke, koji su se još uvijek nalazili pod vrhovnom vlašću Norveške. Norveška je tijekom vladavine Aleksandra III. pokrenula pohod na Škotsku, ali on je završio neuspjehom, pa je sporazumom iz Pertha priznata škotska vlast nad Zapadnim otocima i drugim spornim oblastima.
Neočekivana smrt Aleksandra III., koja ga je snašla kad je pao s konja 1286., izazvala je veliku krizu oko nasljeđivanja prijestolja. Škotski vođe obratili su se engleskom kralju Eduardu I. i od njega zatražili pomoć u utvrđivanju zakonitog vladara. Eduard je odabrao Aleksandrovu trogodišnju praunuku, Norvežanku Margaretu. Međutim, Margareta je umrla dok je brodom putovala u Škotsku, pa su od Eduarda ponovno zatražili posredovati između trinaest pretendenata na škotsko prijestolje. Ustanovljen je sud, koji je nakon dvogodišnjeg vijećanja odlučio da se za kralja proglasi John Balliol. Međutim, Engleska je Balliola smatrala svojim vazalom i pokušala je miješati se u prilike u Škotskoj. Kada je Balliol 1295. otkazao vjernost Engleskoj, Eduard I. napao je Škotsku. Uslijedili su Škotski ratovi za neovisnost, a Škotska je tijekom prvih deset godina tih ratova bila bez vladara, sve dok se Robert Bruce nije proglasio kraljem 1306. godine.
Robertova nastojanja uspostaviti nadzor nad Škotskom naposljetku su postigla pun uspjeh, te je škotska neovisnost potvrđena 1328. godine. Međutim, već sljedeće godine Robert je umro, a naslijedio ga je njegov petogodišnji sin, David II. Englezi su ponovno napali 1332., uz izgovor kako prijestolje treba pripasti zakonitom nasljedniku Johna Balliola, Edwardu Balliolu. U iduće četiri godine Balliol je okrunjen, svrgnut, opet ustoličen, svrgnut, ustoličen i ponovno svrgnut, da bi se na kraju preselio u Englesku, dok je David vladao Škotskom idućih 35 godina.
David II. umro je bez potomstva 1371., a naslijedio ga je njegov nećak Robert II. iz kuće Stuart. Tijekom vladavine Roberta II. i njegovog nasljednika, Roberta III., došlo je do opadanja kraljevske moći. Kad je Robert III. umro 1406., zemljom su vladali regenti, jer se sin Roberta III., Jakov I., nalazio u engleskom zarobljeništvu. Plativši veliki otkup, James se 1424. vratio u Škotsku; da bi uspostavio svoj autoritet, služio se nemilosrdnim mjerama, uključujući i pogubljenje nekoliko protivnika. Ubijen je u uroti nekoliko plemića. Jakov II. nastavio je očevu politiku u smislu pokoravanja utjecajnih plemića, ali je stradao nesretnim slučajem u dobi od trideset godina, nakon čega je vlast ponovno došla u ruke regenata. James III. pretrpio je poraz u bici s pobunjenim škotskim plemićima 1448., što je na prijestolje opet dovelo jednog dječaka, Jakova IV.
Godine 1513. James IV. napao je Englesku, nastojeći iskoristiti odsustvo engleskog kralja Henrika VIII. No Jamesova vojska pretrpila je katastrofalni poraz u Bici kod Floddenskog polja, u kojoj su poginuli i sam kralj i mnogi važni plemići te stotine škotskih vojnika. Kako je njegov sin i nasljednik, James V., još uvijek bio maloljetan, vlast su opet preuzeli regenti. James V. upustio se u još jedan katastrofalni rat s Englezima 1542., a njegovom smrću iste godine kruna je prešla na njegovu kćer, Mary, kojoj je u tom trenutku bilo tek šest dana. Ponovno je uspostavljeno regentstvo.
Mary, rimokatolkinja, vladala je u doba velikih vjerskih nereda u Škotskoj. Nastojanjima reformatora kakav je, na primjer, bio John Knox, uspostavljen je primat protestantske vjere. Mary je izazvala nemir kad se 1565. udala za svog rođaka, katolika lorda Darnleya. Kad je lord Darnley 1567. ubijen u atentatu, Mary je sklopila još nepopularniji brak, s grofom od Bothwella, za koga je postojala rasprostranjena sumnja da je odgovoran na Darnleyevo ubojstvo. Plemići su se pobunili protiv kraljice i naposljetku ju primorali odreći se prijestolja. Mary je pobjegla u Englesku, a kruna je prešla na njenog maloletnog sina, Jamesa VI., koji je odgojen kao protestant. Mary je zatočena i naposljetku smaknuta po naređenju kraljice Elizabete I.

### Personalna unija i republika
Elizabetinom smrću 1603. završilo je razdoblje tudorske vladavine u Engleskoj. Kako nije imala potomaka, naslijedio ju je škotski vladar Jakov VI., koji je bio praunuk starije sestre Henrika VIII. i prema tome Elizabetin rođak. Jakovljevim stupanjem na englesko prijestolje došlo je do tzv. "unije kruna", a on je u Engleskoj vladao kao Jakov I., jer se prije njega niti jedan engleski kralj nije zvao Jakov. Iako su se Engleska i Škotska sad nalazile u personalnoj uniji pod vlašću istog monarha, Jakov I. je zapravo bio prvi monarh koji je sebe nazvao "kraljem Velike Britanije i Irske" 1604. godine, to su ipak ostala dva zasebna kraljevstva. Jakovljev nasljednik, Karlo I., često je dolazio u sukob s engleskim parlamentom u vezi s ovlastima kralja i parlamenta, a posebno u vezi s ovlašću uvoditi poreze. Izazvao je oporbu protiv sebe time što je od 1629. do 1640. vladao bez sazivanja parlamenta, samoinicijativno ubirući poreze i uvodeći neke kontroverzne vjerske prakse, od kojih su mnoge smatrane uvrjedljivim za škotske prezbiterijance i engleske puritance. To je izazvalo pobunu u Škotskoj i bilo povod za ratove triju kraljevstava. Sukob između kralja i engleskog parlamenta dostigao je vrhunac 1642., kad je započeo engleski građanski rat.
Građanski rat završio se pogubljenjem Karla I. 1649., ukidanjem engleske monarhije i uspostavljanjem republike, koja se službeno zvala Engleski Commonwealth (Commonwealth of England). Karlov sin, Karlo II., proglašen je u Škotskoj kraljem Velike Britanije, ali je bio prisiljen pobjeći u inozemstvo nakon što je njegov pokušaj zavladati Engleskom pretrpio neuspjeh porazom u Bici kod Worcestera. Oliver Cromwell, tada najistaknutiji vojni i politički vođa u Engleskoj, prigrabio je vlast 1653. i proglasio se za lorda protektora te postao neka vrsta vojnog diktatora. Cromwell je vladao do svoje smrti 1658., kad ga je naslijedio sin Richard Cromwell. Novi lord protektor nije bio previše zazaniman, a ni sposoban za upravljanje državom, te je uskoro odstupio s vlasti. Kako se nitko nije osobito isticao kao mogući vođa, došlo je do nemira među građanima i u vojsci, što je naposljetku dovelo do težnje većine naroda za obnavljanje monarhije. Do restauracije monarhije došlo je 1660. i Karlo II. vratio se u Britaniju.
Vladavinu Karla II. obilježio je nastanak prvih suvremenih političkih stranaka u Engleskoj. Karlo II. nije imao zakonitih potomaka, te je kruna trebala prijeći na njegovog brata, katolika Jakova, vojvodu od Yorka. Došlo je do pokušaja parlamenta Jakova isključiti iz crte nasljeđivanja; od "peticionaša" (Petitioners), koji su se zalagali za diskvalifikaciju Jakova kao nasljednika prijestolja, nastali su Vigovci, a od "gadljivaca" (Abhorrers), koji su se protivili diskvalifikaciji, nastali su Torijevci. Zakon o isključenju nije prošao; u nekoliko navrata Karlo II. raspustio je parlament jer je strahovao da bi taj zakon mogao biti usvojen. Nakon raspuštanja parlamenta 1681. Karlo je nastavio vladati bez parlamenta sve do svoje smrti 1685. Kad je Jakov stupio na prijestolje, uveo je politiku vjerske snošljivosti prema rimokatolicima, čime je izazvao gnjev mnogih svojih podanika protestanata. Mnogi su se protivili Jakovljevim odlukama držati veliku stajaću vojsku, postavljati na visoke političke i vojne položaje rimokatolike, kao i utamničiti anglikanske svećenike koji su se suprotstavili njegovoj politici. Naposljetku, skupina protestanata kasnije nazvana Sedmoricom besmrtnika, pozvala je kćer Jakova II., Mariju, i njenog supruga Vilima Oranskog svrgnuti kralja s vlasti. Vilim se odazvao tom pozivu; u Englesku je stigao 5. studenog 1688., dočekan velikom podrškom javnosti. Suočen s izdajom mnogih dužnosnika protestanata, Jakov je pobjegao iz Engleske, a Vilim i Marija proglašeni su suvladarima (umjesto sina Jamesa III., koji je bio katolik) i monarhe Engleske, Škotske i Irske.
Svrgavanje Jamesa II., poznato kao Slavna revolucija, predstavljalo je jedan od najvažnijih događaja u dugoj evoluciji parlamentarne moći. Povelja o pravima 1689. potvrdila je vlast parlamenta i utvrdila da engleski narod posjeduje određena prava, uključujući i slobodu od oporezivanja bez suglasnosti parlamenta. Povelja o pravima odredila je i da svaki budući vladar mora biti protestantske vjeroispovijesti, kao i to da će, nakon eventualnog potomstva Vilima i Marije, kruna prijeći na Marijinu sestru Anu. Marija je umrla bez potomstva 1694., a Vilim je nastavio vladati samostalno. Do 1700. izbila je politička kriza, jer su sva Anina djeca umrla, pa je ona ostala jedina osoba u cijeloj crti nasljeđivanja. Parlament je strahovao da bi pravo na prijestolje mogao istaknuti bivši kralj Jakov II. ili netko od njegovih sljedbenika, koji su bili poznati kao "Jakobiti". Parlament je usvojio Zakon o nasleđu 1701., koji je Jakova i njegove rođake katolike isključio iz nasljeđivanja prijestolja te je za nasljednike prijestolja, nakon Ane, odredio najbliže Vilimove rođake protestante, obitelj Sofije, hannoverske izbornice. Ubrzo nakon što je donijet ovaj zakon, Vilim je umro, a kruna je prešla na Anu (1701.).

### Monarhija u ujedinjenoj Britaniji
Kad je Ana stupila na prijestolje, ponovno je došao do izražaja problem oko njenog nasljednika. Škotski parlament, bijesan zato što ga engleski parlament nije konzultirao kad je za Anine nasljednike odredio Sofijinu obitelj, donio je Zakon o sigurnosti 1704., koji je mogao okončati personalnu uniju Engleske i Škotske. Engleski parlament odgovorio je Zakonom o strancima, koji je prijetio uništiti škotsko gospodarstvo ograničavanjem trgovine između dviju zemalja. Dva parlamenta zatim su počela pregovore, koji su završeni usvajanjem Zakona o uniji 1707., kojima su su se Engleska i Škotska ujedinile u jedinstvenu Kraljevinu Veliku Britaniju, uz pravila o nasljeđivanju prijestolja koja su bila utvrđena Zakonom o naslijeđu 1701.
Kraljicu Anu naslijedio je 1714. Anin rođak i Sofijin sin, Đuro I., hannoverski izbornik, koji je konsolidirao svoj položaj suzbijanjem jakobitskih pobuna 1715. i 1719. Novi vladar nije bio toliko aktivan u upravljanju državom kao mnogi od njegovih britanskih prethodnika, ali je zato zadržao nadzor nad svojim njemačkim domenima, s kojima se Britanija sad nalazila u personalnoj uniji. Stvarnu moć zadobili su Đurini ministri, osobito sir Robert Walpole, koji se često smatra prvim britanskim premijerom, premda takav naslov tada nije postojao. Idući vladar, Đuro II., svjedočio je konačnom kraju jakobitske prijetnje 1746., kad su Stuarti, katolici, pretrpjeli odlučujući poraz. Tijekom duge vladavine njegova unuka, Đure III., Britanija je izgubila velik dio svojih američkih kolonija, od kojih su zatim nastale Sjedinjene Američke Države, ali je u ostalim dijelovima svijeta britanski utjecaj sve više jačao. Zakonima o uniji 1800. proglašeno je Ujedinjeno Kraljevstvo Velike Britanije i Irske.
Od 1811. do 1820. Đuro III. trpio je ozbiljne epileptične napade izazvane bolešću, za koju se danas vjeruje da je bila porfirija, koja ga je činila nesposobnim za vladanje. Njegov sin, budući Đuro IV., vladao je umjesto oca kao princ regent. Tijekom regentskog razdoblja i njegove vlastite vladavine moć monarhije je dalje opadala, tako da, kad je na prijestolje stupio njegov nasljednik, Vilim IV., monarh se više nije mogao miješati u odluke parlamenta. Vilim je 1834. smijenio vigovskog premijera Williama Lamba, drugog vikonta Melbournea, i na tu dužnost postavio torijevca sira Roberta Peela. Međutim, na izborima koji su zatim održani Peel je doživio poraz i kralj nije imao drugog izbora nego premijerom ponovno imenovati lorda Melbourna. Tijekom vladavine Vilima IV. usvojen je Zakon o reformi 1832., koji je reformirao parlamentarni izborni sustav. Zajedno s drugim zakonima donesenim u 19. stoljeću, ovaj je zakon utjecao na širenje biračkog prava na sve veći dio stanovništva, kao i na uspon Doma komuna kao najvažnijeg dijela parlamenta.
Do konačnog prijelaza na ustavnu monarhiju došlo je tijekom duge vladavine Vilimove nasljednice, Viktorije. Budući da je žena, Viktorija nije mogla vladati Hannoverom, gdje se vlast nasljeđivala isključivo po muškoj crti, pa se tako okončala personalna unija Ujedinjenog Kraljevstva i Hannovera. Viktorijansko doba obilježile su velike promjene u kulturi, napredak u tehnologiji, kao i prerastanje Ujedinjenog Kraljevstva u najveću svjetsku silu. Da bi se označila britanska vlast nad Indijom, Viktorija je 1876. proglašena caricom Indije. S druge strane, u doba njene vladavine došlo je i do određenog jačanja republikanskog pokreta, djelomično zahvaljujući i tome što se Viktorija nalazila u stalnoj žalosti i dugotrajnoj samoizolaciji iz javnog života nakon smrti svog supruga Alberta 1861. godine.
Viktorijin sin, Eduard VII., postao je prvi monarh iz kuće Sachsen-Coburg-Gotha, kad je 1901. stupio na prijestolje. Njegov nasljednik, Đuro V., promijenio je 1917. ime dinastije iz "Saxe-Coburg and Gotha" u "Windsor", da bi odgovorio na rastuće protunjemačko raspoloženje, koje je izazvao Prvi svjetski rat. Vladavinu Đure V. obilježila je podjela Irske 1922. na Sjevernu Irsku, koja je ostala u Ujedinjenom Kraljevstvu, i Irsku Slobodnu Državu, koja se izdvojila u neovisnu državu, premda je nominalno i dalje priznavala britanskog monarha za šefa države.

### Monarhija i Commonwealth
U 20. stoljeću od Britanskog Carstva razvio se Commonwealth. Prije 1926. britanski monarh vladao je jedinstvenim carstvom kao cjelinom, a dominioni i krunske kolonije nalazili su se pod vlašću Ujedinjenog Kraljevstva. Balfurovom deklaracijom 1926. dominionima je data puna samouprava, čime je zapravo formiran sustav u kojem jedan monarh vlada nad svakim domioniom kao zasebnim entitetom, neovisnim o bilo kojem drugom dijelu carstva. Taj je koncept kodificran Westminsterskim statutom 1931., koji je kasnije nazvan "svojevrsnim ugovorom između država članica Commonwealtha".
Tako monarhija više nije bila samo britanska institucija, premda se i danas ponekad naziva "britanskom" iz pravnih i povijesnih razloga, kao i radi jednostavnosti izraza. Monarh je postao vladar koji zasebno vlada Ujedinjenim Kraljevstvom, Kanadom, Australijom itd. Neovisne države u okviru Commonwealtha međusobno dijele istog monarha te se nalaze u nekoj vrsti personalne unije.
Nakon smrti Đure V. 1936. na prijestolje je stupio Eduard VIII., koji je skandalizirao javnost svojom željom oženiti se za Wallis Simpson, iako se Crkva Engleske protivila tome, jer je Simpson već ranije bila udana i onda se razvela. Eduard je stoga izrazio svoju namjeru abdicirati; parlamenti Ujedinjenog Kraljevstva i drugih zemalja Commonwealtha složili su se s njegovim zahtjevom, Eduard VIII. i djeca koju bi eventualno imao sa svojom novom ženom isključeni su iz crte nasljeđivanja, a na prijestolje je došao njegov brat Đuro VI. Tijekom Drugog svjetskog rata Đuro VI. djelovao je kao simbol jedinstva britanskog naroda, jačajući moral svojim posjetama građanima, tvornicama oružja i oblastima koje su stradale od bombardiranja koje je provodila nacistička Njemačka. U lipnju 1948. Đuro VI. odrekao se naslova cara Indije i umjesto toga postao kraljem Indije.
U početku je svaka članica Commonwealtha svojim šefom države priznavala britanskog monarha, ali kad je Indija 1950. postala republika, britanski je monarh priznat za poglavara Commonwealtha u svim državama članicama, bez obzira na to je li u njima vladalo monarhijsko ili republikansko državno uređenje. To je ceremonijalni položaj, za koji se smatra da nije automatski nasljedan, nego da se na njega postavlja osoba koju odaberu šefovi vlada zemalja članica Commonwealtha. Članice Commonwealtha koje za šefa države priznaju britanskog vladara nazivaju se komonveltskim kraljevstvima.

### Irska monarhija
U 12. stoljeću Hadrijan IV., jedini papa rođen u Engleskoj, ovlastio je engleskog kralja Henrika II. zauzeti Irsku kao svoj feudalni posjed, koji se formalno nalazio pod papinskom vlašću. Keltsko kršćanstvo nije u svemu slijedilo rimokatoličke običaje te se suočavalo s optužbama za herezu. Papina želja bila je da engleski vladar, nakon zaposjednuća Irske, u irsku crkvenu praksu uvede rimske običaje. Oko 1170. kralja Dermota MacMurrougha iz Leinstera svrgnuo je njegov glavni neprijatelj, kralj Rory O'Connor iz Connachta. Dermot je pobjegao u Englesku i zatražio pomoć od Henrika, koji mu je dodijelio skupinu anglonormanskih plemića i pustolova pod vodstvom Richarda de Clarea, drugog grofa od Pembrokea da mu pomognu vratiti se na prijestolje. Dermot i njegovi anglonormanski saveznici u tome su i uspjeli, te je on ponovno postao kraljem Leinstera. De Clare se oženio Dermotovom kćeri i kad je Dermot umro 1171., De Clare ga je naslijedio na prijestolju. Henrik je strahovao da bi De Clare mogao od Irske napraviti neprijateljsku normansku zemlju ili utočište za anglosaksonske prebjege, pa je iskoristio papsku bulu, napao Irsku i primorao De Clarea i druge anglonormanske aristokrate u Irskoj, kao i neke gelsko-irske vođe, priznati ga za feudalnog gospodara.
Do 1541. engleski kralj Henrik VIII. raskinuo je veze s Rimokatoličkom crkvom i proglasio se vrhovnim poglavarom Crkve Engleske. Papinsko dopuštenje Engleskoj vladati Irskom postalo je nevažeće, pa je Henrik sazvao irski parlament kako bi odobrio promjenu njegova naslova iz "gospodara Irske" u "kralja Irske".
Zakonima o uniji 1800. spojene su Kraljevstvo Velike Britanije i Irsko Kraljevstvo u jedno Ujedinjeno Kraljevstvo Velike Britanije i Irske. Cijeli otok Irska ostao je dijelom Ujedinjenog Kraljevstva sve do 1922., kad je današnja Republika Irska dobila neovisnost kao Irska Slobodna Država, zaseban dominion u okviru Commonwealtha. Irska Slobodna Država promijenila je ime u Éire (tj. "Irska") 1937., a 1949. proglasila se republikom, raskinula sve veze s monarhijom i napustila Commonwealth. Sjeverna Irska ostala je u uniji. Ujedinjeno Kraljevstvo je još 1927. promijenilo ime u Ujedinjeno Kraljevstvo Velike Britanije i Sjeverne Irske, a naslov monarha još dvadeset godina glasio je "Velike Britanije, Irske i britanskih prekomorskih dominiona Kralj, Branitelj vjere, Car Indije".

### Monarhija danas
Tijekom 1990-ih došlo je do porasta republikanizma u Ujedinjenom Kraljevstvu, zahvaljujući djelomično i negativnom publicitetu koji se vezivao za kraljevsku obitelj, npr. neposredno nakon pogibije Diane, princeze od Walesa. Međutim, kasnija istraživanja javnog mnijenja pokazuju da oko 70–80% britanske javnosti podržava opstanak monarhije.

## Monarhija i religija
Britanski je monarh vrhovni poglavar (Supreme Governor) državne Crkve Engleske. Nadbiskupe i biskupe formalno postavlja monarh, no on to čini na preporuku premijera, koji pak odabire jedno ime s popisa potencijalnih kandidata koji priprema jedno crkveno povjerenstvo. Uloga monarha u poslovima Crkve Engleske danas je samo nominalna i ceremonijalna; najviši svećenićki položaj zauzima nadbiskup Canterburyja, koji je duhovni vođa Crkve i svjetske Anglikanske zajednice. Monarh polaže zakletvu da će čuvati i podržavati Crkvu Škotske te postavlja lorda visokog komesara koji predstavlja vladara na Generalnoj skupštini, ali inače ne igra nikakvu ulogu u upravljanju Crkvom Škotske niti ima moć nad njom. U Crkvi u Walesu i Crkvi u Irskoj, koje se raskinule službene veze s državom, britanski monarh nema nikakve formalne uloge.

## Nasljeđivanje prijestolja
Odnos između komonveltskih kraljevstava je takav da bilo kakva promjena u vezi s nasljeđivanjem prijestolja mora biti odobrena u svim tim kraljevstvima. Pitanje naslijeđa regulirano je parlamentarnim aktima, kao što su Povelja o pravima 1689., Zakon o naslijeđu 1701. i Zakoni o uniji 1707. Pravila nasljeđivanja mogu se promijeniti samo zakonom usvojenim u parlamentu; vladar se ne može sam odreći prava na prijestolje. Zakonom o naslijeđu 1701. pravo nasljeđivanja prijestolja ograničeno je na zakonite potomke Sofije Hannoverske, unuke Jamesa I., i to samo one koji su protestantske vjeroispovijesti.
Nakon smrti vladara prijestolonasljednik odmah i automatski stupa na prijestolje (odatle izraz "Kralj je mrtav, živio Kralj!"), što javnosti objavljuje tzv. Prijestolno vijeće, koje se sastaje u palači sv. Jamesa. Ceremoniju krunidbe monarha obično obavlja nadbiskup Canterburyja u Westminsterskoj opatiji. No sama krunidba nije neophodna da bi monarh zakonito vladao; u stvari, ta se ceremonija najčešće održava nekoliko mjeseci nakon što je vladar već stupio na prijestolje, kako bi se osiguralo dovoljno vremena za pripremu, kao i za razdoblje žalosti za preminulim monarhom.
Nakon stupanja na prijestolje monarh vlada do svoje smrti. U jedinom slučaju kad je vladar svojevoljno odstupio s prijestola, u slučaju Eduarda VIII.  abdikacija je morala biti potvrđena zakonom koji je usvojen u parlamentu kao Zakon o objavi abdikacije Njegovog veličanstva 1936. Posljednji monarh koji je protiv svoje volje uklonjen s prijestolja bio je James II., koji je otišao u egzil 1688. tijekom Slavne revolucije.

### Rodna i vjerska ograničenja
Kod nasljeđivanja britanskog prijestolja trenutno se primjenjuje načelo muške primogeniture, po kojem sinovi imaju u nasljeđivanju prednost u odnosu na kćeri, a starija djeca prednost u odnosu na mlađu djecu istoga spola. Međutim, 28. listopada 2011. britanski premijer David Cameron objavio je na sastanku šefova vlada Commonwealtha u Perthu da se svih šesnaest komonveltskih kraljevstava, uključujući Ujedinjeno Kraljevstvo, složilo da se ukine pravilo o prednosti muških potomaka nad ženskim. Također su se složili da se za buduće vladare ukine zabrana sklapanja braka s katolicima, zabrana koja je uvedena Zakonom o nasleđivanju 1701. nakon Slavne revolucije iz 1688. Međutim, kako je britanski monarh istodobno vrhovni poglavar Crkve Engleske, i dalje će na snazi ostati zakon koji zabranjuje da rimokatolik stupi na prijestolje, a koji vuče podrijetlo iz nepovjerenja koje su Englezi i Škoti u 17. stoljeću gajili prema rimokatoličanstvu. U britanskom parlamentu već je usvojen Zakon o nasleđivanju krune 2013., koji je dobio kraljevski pristanak 25. travnja 2015., a stupit će na snagu kad ekvivalentni zakoni budu usvojeni u svim ostalim komonveltskim kraljevstvima.
Samo osobe protestantske vjeroispovijesti mogu naslijediti britansku krunu. Rimokatolici i oni koji su u braku s rimokatolicima isključeni su iz crte nasljeđivanja. Takva osoba smatra se "prirodno mrtvom" što se tiče nasljeđivanja prijestolja, no ta se diskvalifikacija ne proteže na zakonite potomke te osobe.

### Namjesništvo
Zakoni o namjesništvu omogućuju uspostavljanje namjesništva u slučaju kad je monarh maloljetan ili je fizički ili mentalno nesposoban vladati. U takvim slučajevima prijestolonasljednik automatski postaje namjesnik (regent), osim ako je i on sam maloljetan ili nesposoban. Za takve slučajeve Zakon o namesništvu 1953. uveo je mogućnost da kraljičin suprug, vojvoda od Edinburgha može obavljati namjesničku dužnost.
Tijekom eventualne privremene fizičke spriječenosti ili odsustva iz zemlje vladar može neke od svojih ovlasti privremeno prenijeti na Savjetnike Države (Counsellors of State), koje čine monarhov supružnik i prve četiri punoljetne osobe u crti nasljeđivanja. Trenutni Savjetnici Države jesu: vojvoda od Edinburgha, princ od Walesa, vojvoda od Cambridgea, princ Harry i vojvoda od Yorka.

## Financije
Do 1760. britanski je monarh sve troškove plaćao prihodima iz nasljedstva, među kojima je bila i zarada koju je donosilo Krunsko imanje (nekretnine u kraljevskom vlasništvu). Kralj Đuro III. predao je nasljedne prihode Krune parlamentu u zamjenu za apanažu ("Civilnu listu"), i taj je aranžman ostao na snazi sve do 2012. godine. Osim toga, godišnja subvencija za nekretnine služila je za održavanje kraljevskih rezidencija, a iz godišnje subvencije za putovanja plaćali su se putni troškovi. Civilna lista pokrivala je većinu troškova, uključujući plaće osoblja, državne posjete, javne dužnosti i troškove reprezentacije. Visine apanaže utvrđivao je parlament svakih deset godina, a sva ušteda bila bi prenijeta u iduće desetogodišnje razdoblje. Od 2012. do 2020. Civilnu listu i subvencije zamijenila je jedinstvena "Suverenova apanaža" u iznosu od 15% godišnjeg prihoda Krunskog imanja.
Krunsko imanje (Crown Estate) jedan je od najvećih vlasnika nekretnina u Ujedinjenom Kraljevstvu i njegova je vrijednost 2011. iznosila 7 300 000 funti. Ono je povjereno na čuvanje i monarh ga ne može prodati ili uživati kao privatna osoba. U suvremeno doba zaradu od Krunskog imanja prevazišao je ukupan iznos Civilne liste i subvencija uzetih zajedno. Na primjer, Krunsko imanje je tijekom financijske 2007.‒2008. godine generiralo 200 000 000 funti, dok je u istom razdoblju parlament za monarha izdvojio 40 000 000 funti.
Kao Krunsko imanje, zemljište i imovina Vojvodstva Lancastera, koje obuhvaća nekretnine procijenjene na 383 000 000 funti 2011. godine, predane su monarhu na čuvanje. Prihodi od ovog Vojvodstva čine dio tzv. Privatne torbice (Privy Purse) i koriste se za plaćanje troškova koji nisu pokriveni apanažama i subvencijama koje je odobrio parlament. Vojvodstvo Cornwall je slično imanje, povjereno na čuvanje kraljevskoj obitelji, i iz njegovih se prihoda pokrivaju troškovi najstarijeg monarhovog sina. Kraljevska kolekcija (Royal Collection), u kojoj se nalaze umjetnička dela i krunski dragulji, nije u vlasništvu monarha kao privatne osobe, nego mu je povjerena na čuvanje i skrb u ime države i nacije, a isti je slučaj i s useljenim palačama u Ujedinjenom Kraljevstvu, kao što su Buckinghamska palača i Windsorski zamak.
Monarh podliježe posrednim porezima, kao što je porez na dodanu vrijednost, a od 1993. godine Kraljica na svoj osobni prihod dragovoljno plaća i porez na dohodak i porez na kapitalni prihod. Subvencije koje parlament odobrava monarhu ne smatraju se prihodima, jer služe isključivo za pokrivanje službenih troškova monarha kao šefa države.
Procjene Kraljičinog bogatstva razlikuju se ovisno o tome promatra li se samo imovina u njenom osobnom vlasništvu ili i ona koju ona drži i čuva u ime nacije. Časopis Forbes procijenio je 2010. njenu imovinu na 450 000 000 američkih dolara, no o tome ne postoje nikakvi službeni podaci. Lord komornik je 1993. izjavio da su procjene o 100 000 000 funti "daleko pretjerane". Jock Colville, bivši kraljičin osobni tajnik i ravnatelj njene banke, Coutts, procijenio je 1971. njeno bogatstvo na 2 000 000 funti (što bi 2014. iznosilo 24 000 000 funti).

## Rezidencije
Službena rezidencija britanskog monarha u Londonu je Buckinghamska palača (Buckingham Palace), u kojoj se održava najveći broj formalnih koktela i prijema, investitura, kraljevskih krštenja i drugih ceremonija. Druga službena rezidencija u Engleskoj jest Windsorski zamak (Windsor Castle), najveći nastanjeni zamak na svijetu, koji kraljevska obitelj koristi uglavnom tijekom vikenda, uskrsnih praznika i za vrijeme Kraljevske utrke u Ascotu (Royal Ascot), koja se održava jednom godišnje i predstavlja jedan od glavnih događaja sezone. U Škotskoj službena rezidencija britanskog vladara je Holyroodska palača u Edinburghu. Monarh svake godine odsjeda u Holyroodu najmanje tijekom jednog tjedna, kao i kad posjećuje Škotsku radi državnih poslova.
Nekada su Westminsterska palača i Londonski Tower bile glavne rezidencije engleskih vladara, sve dok Henrik VIII. nije stekao Whitehallsku palaču. Whitehall je 1698. izgorio u požaru, pa se kralj preselio u Palaču svetog Jamesa. Premda je 1837. Buckinghamska palača postala glavna monarhova rezidencija u Londonu, Palača sv. Jamesa i dalje formalno ima prvenstvo (the senior palace), te se i dalje koristi za neke ceremonijalne prilike. Na primjer, strani veleposlanici su službeno akreditirani pri Dvoru svetog Jamesa, a u toj palači sastaje se i Prijestolno vijeće kad treba proglasiti stupanje na prijestolje novog vladara. Palaču sv. Jamesa kao rezidenciju rabe neki članovi kraljevske obitelji. Među drugim rezidencijama nalaze se Clarenceov dvorac i Kensingtonska palača. Sve ove palače pripadaju Kruni, ali ih monarh čuva za buduće vladare i ne može ih otuđiti. Sandringhamski dvorac u Norfolku i zamak Balmoral u Aberdeenshireu privatna su imovina britanskog monarha.

## Naslovi
Puni službeni naslov britanske kraljice danas glasi: "Elizabeta Druga, milošću Božjom, Ujedinjenog Kraljevstva Velike Britanije i Sjeverne Irske i njenih drugih kraljevstava i teritorija kraljica, poglavarica Commonwealtha, braniteljica vjere" (Elizabeth the Second, by the Grace of God, of the United Kingdom of Great Britain and Northern Ireland and of Her other Realms and Territories Queen, Head of the Commonwealth, Defender of the Faith). Naslov "poglavara Commonwealtha" pripada osobno Kraljici, a ne prelazi automatski na sljedećeg monarha. Papa Lav X. dodijelio je 1521. naslov "branitelja vjere" kralju Henriku VIII. za njegove zasluge u podršci papinstvu tijekom prvih godina protestantske Reformacije, a osobito za njegovu knjigu Obrana sedam svetih tajni. Kad se Henrik odvojio od Rimske crkve, papa Pavao III. opozvao je tu počast, no engleski je parlament potom usvojio zakon koji je dopustio daljnju uporabu tog naslova.
Monarh je poznat kao "Njegovo veličanstvo" (His Majesty), odnosno kao "Njeno veličanstvo" (Her Majesty). Oblik "Britansko veličanstvo" (Britannic Majesty) rabi se u međunarodnoj komunikaciji, npr. na pisanim sporazumima i putovnicama, kad je potrebno britanskog monarha razlikovati od drugih, inozemnih vladara. Monarh sam bira ime pod kojim će vladati, i to ne mora biti njegovo prvo ime; npr. Đuro VI., Eduard VII. i Viktorija nisu odabrali svoja prva imena, već jedno od drugih krštenih imena.
Ako je neko ime nosio samo jedan monarh, onda se uz njega ne koristi redni broj, npr. kraljica Viktorija ne naziva se "Viktorijom Prvom"; redni brojevi ne koriste se ni za engleske monarhe koji su vladali prije normanskog osvajanja. Pitanje o tome zasniva li se brojenje britanskih vladara na prethodnim engleskim ili škotskim monarsima postavljeno je 1953., kad su škotski nacionalisti osporili Kraljičinu uporabu imena "Elizabeta II.", jer u Škotskoj nikad nije bilo neke "Elizabete I.". U sudskom sporu MacCormick v. Lord Advocate, škotski visoki sud presudio je protiv tužitelja, zaključivši da Kraljičino ime predstavlja stvar njenog izbora i prerogativa. Britanski ministar unutarnjih poslova izjavio je u Domu komuna da su vladari nakon Zakona o uniji, između engleskog i škotskog rednog broja, uvijek rabili onaj viši, i u sva ta četiri slučaja viši broj pripadao je engleskoj crti. Premijer je potvrdio tu praksu, ali je zamijetio i to da "ni Kraljica ni njeni savjetnici ne mogu to nametati njenim nasljednicima". Budući će monarsi primjenjivati tu praksu.
Prema tradiciji, britanski vladar potpisuje se svojim imenom (bez rednog broja) i velikim slovom R, koje predstavlja skraćenicu za rex ili regina (latinski za "kralj" i "kraljica"). Današnja kraljica potpisuje se kao "Elizabeth R". Od 1877. do 1948. britanski su vladari svom potpisu dodavali i veliko slovo I, tj. kraticu za imperator ili imperatrix ("car" ili "carica" na latinskom), jer su zauzimali položaj cara ili carice Indije. Na primjer, kraljica Viktorija potpisivala se od 1877. kao "Victoria RI".

## Kraljevski simboli
Kraljevski grb Ujedinjenog Kraljevstva je "podijeljen na četiri polja, od kojih su I i IV crvene boje s predstavom po tri lava blijedozlatne boje koja su u hodu i gledaju en face [za Englesku]; II je zlatne boje s predstavom goropadnog lava oivičenog dvostrukim crvenim okvirom s cvjetnim motivima [za Škotsku]; III je azurne boje s predstavom zlatne harfe sa srebrnim žicama". To znamenje sa strane pridržavaju lav i jednorog; krilatica je Dieu et mon droit (francuski za: "Bog i moje pravo"). Oko štita nalazi se predstava podvezice, na kojoj je napisana krilatica viteškog Reda podvezice: Honi soit qui mal y pense (starofrancuski za: "Neka se stidi tko o tome zlo misli"). U Škotskoj monarh rabi drukčiju inačicu grba, gdje I i IV polje predstavljaju Škotsku, II Englesku, a III Irsku. Krilatice su "In Defens" (skraćeno od In My Defens God Me Defend, što je škotski za: "U moju obranu, Bože, stani"), te moto Reda čkalja: Nemo me impune lacessit (latinski za "Nitko me ne vrijeđa nekažnjeno"); sa strane stoje jednorog i lav, koji pridržavaju i štit i koplja, s kojih se vijore zastave Škotske i Engleske.
Službena zastava britanskog monarha u Ujedinjenom Kraljevstvu je Kraljevski stijeg, na kojem je predstavljen Kraljevski grb. Taj stijeg pokazuje prisustvo monarha na određenom mjestu, pa se ističe samo na onoj zgradi, plovilu ili drugom prijevoznom sredstvu u kojem se vladar u tom trenutku nalazi. Kraljevski se stijeg nikada ne spušta na pola koplja, jer uvijek postoji vladar: kad monarh umre, prijestolonasljednik istog trenutka stupa na prijestolje.
- Kraljevski stijeg Ujedinjenog Kraljestva: službena zastava britanskog monarha
- Kraljevski stijeg Ujedinjenog Kraljevstva koji se rabi u Škotskoj

Kad monarh nije u rezidenciji, britanska zastava istaknuta je na Buckinghamskoj palači, Windsorskom zamku i Sandringhamskom dvorcu, dok je u Škotskoj, na Holyroodskoj palači i zamku Balmoral, u tom slučaju istaknut kraljevski stijeg Škotske.
- Zastava Ujedinjenog Kraljevstva
- Kraljevski stijeg Škotske

## Vanjske poveznice
- Službena stranica
- Službeni kanal na YouTubeu